# Georges Couderc
Pour les articles homonymes, voir Couderc.
Georges Couderc, né le 14 mai 1850 à Aubenas et mort dans la même commune le 9 décembre 1928, est un ingénieur agronome, viticulteur et créateur de nombreux hybrides de vigne ou de porte-greffes hybrides résistants au phylloxéra ou à l'oïdium qui ont sauvé l'agriculture européenne .

## Biographie
Bachelier en lettres et en sciences à 17 ans, Georges Couderc se présente à l'École Polytechnique et à l'École normale supérieure, auxquelles la fièvre typhoïde le fait renoncer. Il s'inscrit alors en étude de droit à l'université de Grenoble, puis en géologie, minéralogie et paléontologie à l'École des Mines de Paris. Et encore en médecine à l'université de Montpellier.
En 1876, Georges Couderc fait ses premières recherches sur le domaine familial de Champfleuri à Aubenas.
En 1879, il se marie avec Clothilde Renaudin-Consolat, petite-fille du maire de Marseille, Maximin-Dominique Consolat. Ils auront neuf enfants dont deux décèderont en bas âge.
En 1881, il sèmera les pépins donnés par Eugène Contassot, au nombre de 14 résultant des toutes premières hybridations, croisement entre un Vitis Riparia (Couderc) et un Vitis Rupestris (Martin). Il sélectionne des hybrides producteurs directs, sans porte-greffe. Tel le 7120, référence mondiale, appelé parfois le Contassot 20, qui sera cultivé jusqu'à la fin de l'épopée des hybrides.
Dès 1886, Georges Couderc et son confrère Albert Seibel entreprennent la fabrication d’hybrides de vigne européenne (Vitis vinifiera) avec des vignes originaires d’Amérique du Nord. Les deux hybrideurs ardéchois croisent les espèces, pour allier la robustesse des cépages américains à la qualité des vieux plants européens traditionnels, ceci en fécondant le pistil d’une espèce avec le pollen d’une autre espèce et ainsi obtenir un hybride.
Le Couderc 3309, ou abrégé en 3309 C, est un cépage créé pour servir de porte-greffe à la vigne. Sa création date de 1881, lorsque Georges Couderc a hybridé un Vitis riparia avec Vitis rupestris.
En France, il sert de support à environ 140 000 hectares.
Vers 1910, il développe aussi des variétés d'agrumes dont certains résisteront au terrible hiver 1928-1929 (-17°), et acclimate des plantes exotiques. Il s'attaque encore à la maladie de l'encre qui décime la châtaigneraie ardéchoise, ainsi qu'au phylloxéra ou à l'oïdium.
Les 17 et 18 mai 1911, il participe au Congrès international viticole de Montpellier, il y donne des conférences sur la durée des vignes greffées et des moyens de la prolonger, ainsi que sur les hybrides producteurs directs.
En 1920, Georges Couderc est fait chevalier de la Légion d'Honneur.
En 1926, il devint membre non résidant de l'Académie d'Agriculture de France.

## Publications
- Champ d'expériences de Cadoulet et traitement du black-rot. Aux bureaux du Progrès agricole et viticole, 36 p. 1896
- Préface de Charles Rouget, Les vignobles du Jura et de la Franche-Comté: synonymie, description et histoire des cépages qui les peuplent. Revue Viticole, 173 p. 1897.
- La création d'Agrumes résistant au froid. Revue de Botanique appliquée et d'Agriculture coloniale. N°15, 1922[7].